# Jordan River (Utah)
Der Jordan River ist ein etwa 82 Kilometer langer Fluss im Bundesstaat Utah in den Vereinigten Staaten. Er wird von Wasserpumpen am Utah Lake reguliert, fließt nach Norden durch das Salt Lake Valley und mündet in den Großen Salzsee. Vier der sechs größten Städte Utahs grenzen an den Fluss: Salt Lake City, West Valley City, West Jordan und Sandy. Mehr als eine Million Menschen leben im Becken des Jordan Rivers, das Teil dessen Einzugsgebiets in den Countys Salt Lake und Utah ist. Während des Pleistozäns war das Gebiet Teil des Lake Bonneville.
Die ersten bekannten Bewohner der Region waren Mitglieder der archaischen Kultur – eine archäologische Fundstätte am Fluss reicht 3.000 Jahre zurück. Mormonische Pioniere unter der Führung von Brigham Young waren die ersten europäisch-amerikanischen Siedler, die im Juli 1847 eintrafen und Farmen und Siedlungen entlang des Flusses und seiner Nebenflüsse gründeten. Die wachsende Bevölkerung, die in dem trockenen Klima Wasser für Trinkwasser, Bewässerung und industrielle Nutzung benötigte, hub Gräben und Kanäle aus, baute Dämme und installierte Pumpen, wodurch der Fluss stark reguliert wurde.
Der Fluss war viele Jahre lang stark durch ungeklärte Abwässer, landwirtschaftliche Abwässer und Bergbauabfälle belastet. In den 1960er Jahren wurden durch Abwasserklärung die Schadstoffe im Wasser entfernt. Im 21. Jahrhundert wird die Verschmutzung durch den Clean Water Act und in einigen Fällen durch das Superfund-Programm weiter begrenzt. Einst die Heimat von Dickhornschafen und Bibern, wird der heutige Fluss von Waschbären, Rotfüchsen und domestizierten Tieren aufgesucht. Er dient als wichtiger Lebensraum für Vögel, ebenso wie der Große Salzsee und der Utah Lake, die von mehr als 200 Vogelarten besucht werden.
Der Big Cottonwood-, Little Cottonwood-, Red Butte-, Mill-, Parleys- und City Creek sowie kleinere Bäche wie der Willow Creek bei Draper fließen durch das Teilbecken. Der Jordan River Parkway entlang des Flusses umfasst Naturgebiete, botanische Gärten, Golfplätze und einen 64 km langen Rad- und Fußgängerweg.

## Verlauf
Der Jordan ist der einzige Abfluss des Utah Lake und entspringt am nördlichen Ende des Sees zwischen den Städten Lehi und Saratoga Springs. Dann schlängelt er sich für etwa 13 Kilometer nach Norden durch das nördliche Ende des Utah Valley, bis er durch eine Schlucht in den Traverse Mountains, bekannt als die Jordan Narrows, führt. Die Utah-National-Guard-Basis im Camp Williams liegt auf der westlichen Seite des Flusses in einem Großteil der Jordan Narrows. Der Turner Dam, 67,3 km von der Flussmündung entfernt und innerhalb der Grenzen der Jordan Narrows gelegen, ist der erste von zwei Dämmen des Flusses. Der Turner Dam leitet das Wasser in Flussrichtung nach rechts beziehungsweise nach Osten in den East Jordan-Kanal und nach links beziehungsweise nach Westen in Richtung Utah and Salt Lake-Kanal. Zwei Pumpstationen, die sich neben dem Turner Dam befinden, leiten das Wasser nach Westen in den Provo Reservoir-Kanal, den Utah Lake Distribution-Kanal und den Jacob-Welby-Kanal. Der Provo Reservoir-Kanal führt nach Norden durch das Salt Lake County, der Jacob-Welby-Kanal nach Süden durch das Utah County und der Utah Lake Distribution-Kanal verläuft sowohl nach Norden als auch nach Süden und führt schließlich zurück in den Utah Lake.  Außerhalb der Engstellen erreicht der Fluss den zweiten Damm, den sogenannten Joint Dam, der 64,2 km von der Flussmündung entfernt ist. Der Joint Dam leitet das Wasser nach Osten für den Jordan- und Salt Lake City-Kanal und nach Westen für den South Jordan-Kanal.

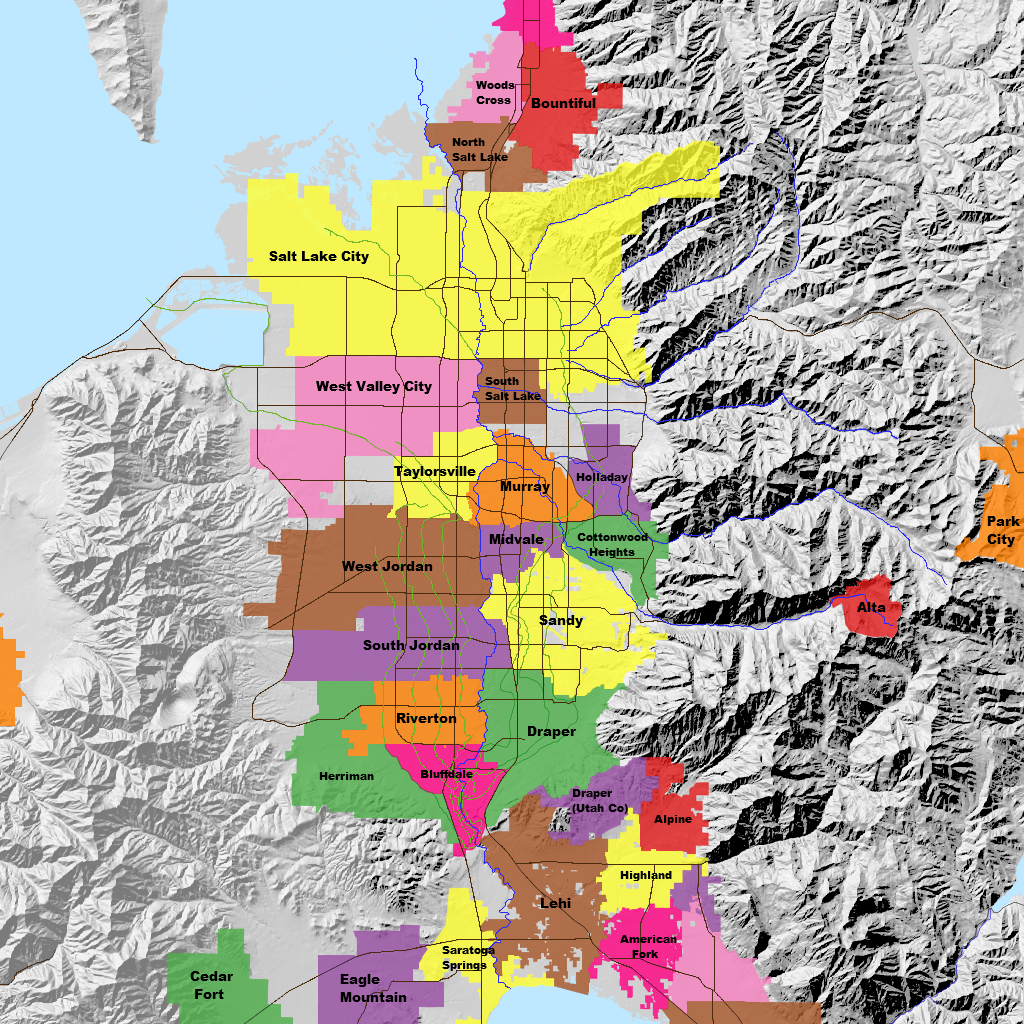
Karte des Salt Lake Valley mit Städten, Flüssen (blau) und Kanälen (grün)

Der Fluss fließt dann durch die Mitte des Salt Lake Valley, zunächst durch die Stadt Bluffdale und dann entlang der Grenze zwischen den Städten Riverton und Draper. Er strömt dann durch die Stadt South Jordan, wo er mit dem von Westen kommenden Midas Creek zusammenfließt. Nach dem Verlassen South Jordans bildet der Fluss die Grenze zwischen den Städten West Jordan im Westen und Sandy und Midvale im Osten. Von Westen fließt der Bingham Creek durch West Jordan in den Jordan River. Der Dry Creek, ein östlicher Nebenfluss, verbindet sich mit dem Hauptfluss in Sandy. Der Fluss bildet dann die Grenze zwischen den Städten Taylorsville und West Valley City im Westen und Murray und South Salt Lake im Osten und kreuzt die Interstate 215 in Murray. Der Little und der Big Cottonwood Creek münden von Osten her in Murray, 34,9 Kilometer bzw. 33,2 Kilometer von der Mündung entfernt, in den Fluss. Der Mill Creek tritt im Osten auf dem Gebiet von South Salt Lake in den Jordan River ein, etwa 27,8 km von der Mündung entfernt. Der Fluss fließt durch die Mitte von Salt Lake City, wo er unter der Interstate 80 eine Meile westlich der Innenstadt von Salt Lake City und wieder unter der Interstate 215 im nördlichen Teil von Salt Lake City hindurchfließt. Die Interstate 15 verläuft parallel zur Ostflanke des Flusses im gesamten Salt Lake County. 26 km von der Mündung entfernt zweigt vom Fluss der Surplus Canal ab, der dem Überschwemmungsschutz dient. Der Jordan wird durch vier Tore vom Kanal umgelenkt und führt nach Norden, während der Surplus Canal nach Nordwesten führt. Der Parleys, Emigration und Red Butte Creek laufen mit dem Fluss von Osten durch eine unterirdische Leitung kommend zusammen, 22,9 km von der Mündung entfernt. Der City Creek tritt ebenfalls über eine unterirdische Leitung ein, die 18,5 km von der Flussmündung entfernt ist. Die Länge des Flusses und die Höhe seiner Mündung variieren von Jahr zu Jahr, abhängig von den wetterbedingten Schwankungen des Großen Salzsees. Der See hat eine durchschnittliche Höhe von 1.300 m, die um 3 m abweichen kann. Der Jordan River bildet dann für 14 bis 19 km die Grenze zwischen dem Salt Lake County im Westen und der Stadt North Salt Lake beziehungsweise dem Davis County im Osten, bis er in den Großen Salzsee mündet.

### Abfluss
Der United States Geological Survey unterhält in Salt Lake City eine Messstation, die zeigt, dass der jährliche Abfluss zwischen 1980 und 2003 etwas über 190.000.000 m³ pro Jahr oder 100 Prozent der gesamten 990.000.000 m³ Wasser, das aus allen Quellen in den Jordan eintritt, beträgt. Der Surplus Canal führt fast 60 Prozent des Wassers in den Großen Salzsee, für den Rest sind verschiedene Bewässerungskanäle verantwortlich. Die Wassermenge, die aus dem Utah Lake in den Jordan River fließt, beträgt etwas mehr als 490.000.000 m³ pro Jahr. Der Zufluss aus den 11 größten Bächen, Kläranlagen und Grundwasser machen jeweils etwa 15 Prozent des in den Fluss fließenden Wassers aus.

## Einzugsgebiet

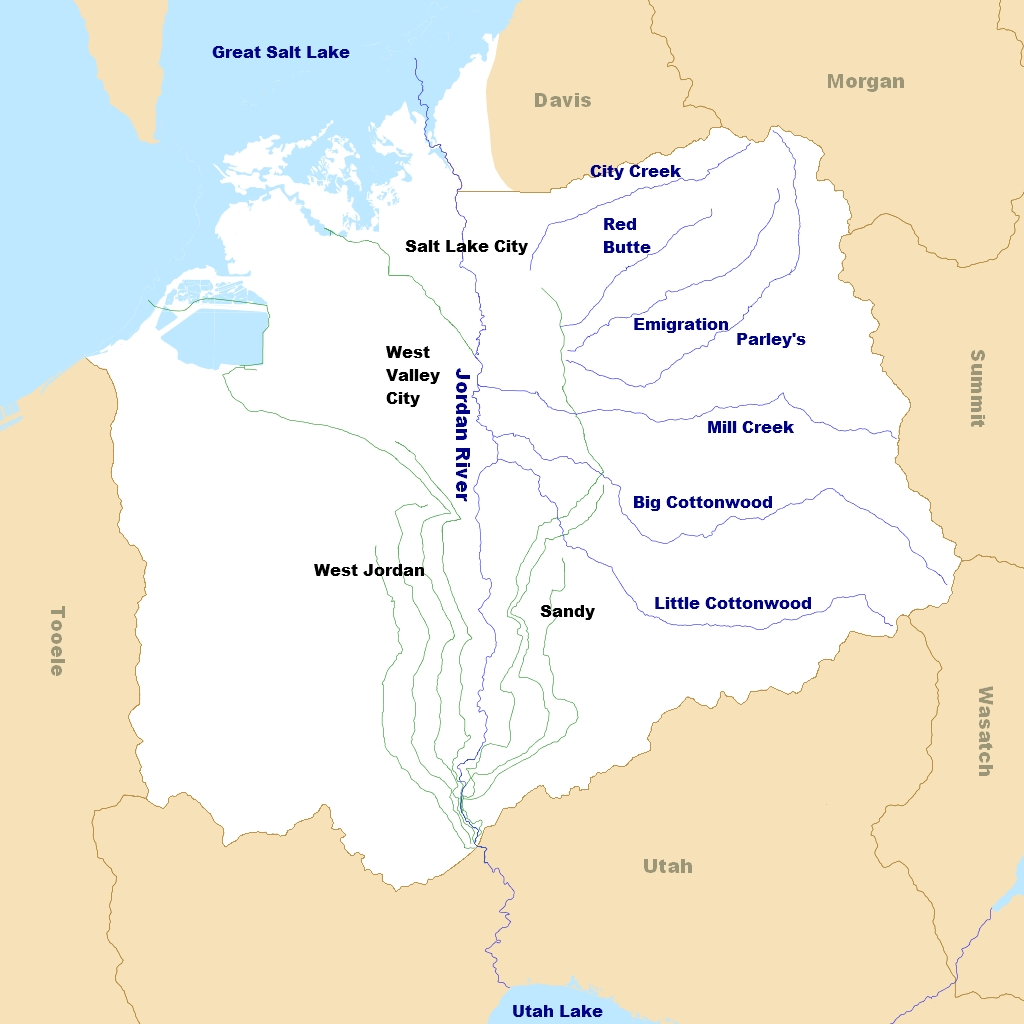
Ausdehnung des Jordan River Subbasins

Das Jordan Subbasin, wie es vom United States Geological Survey definiert wurde, befindet sich vollständig innerhalb der Countys Salt Lake und Utah in einem etwa rechteckigen Gebiet von 2.050 km². Das Subbasin ist Teil des größeren 9.900 km² großen Einzugsgebiets, das den oberen Jordan, den Utah Lake sowie die Provo und die Spanish Fork Subbasins umfasst. Vier der sechs größten Städte in Utah liegen im Salt Lake County. Der Jordan River fließt durch Sandy, mit einer Bevölkerung von 87.461 Einwohnern im Jahr 2010; West Jordan mit einer Bevölkerung von 103.712 Einwohnern; West Valley City mit 129.480 Einwohnern und Salt Lake City mit 186.440 Einwohnern. Auf beiden Seiten von Gebirgszügen flankiert, variiert die Struktur des Geländes stark. Die Wasatch Range erhebt sich im Osten bis auf 3.400 m über dem Meeresspiegel an den Twin Peaks in der Nähe der Stadt Alta. Die Oquirrh Mountains erheben sich im Westen bis über 2.700 Meter am Farnsworth Peak. Der Tiefstwert von 1.300 m liegt an der Mündung des Flusses am Großen Salzsee. Sowohl das Oquirrh- als auch das Wasatch-Gebirge sind durch Bruchtektonik entstanden, wobei die Berge aufstiegen und die Talebene absank. Die Wasatch-Verwerfung verläuft am westlichen Rand der Wasatch Mountains und die Oquirrh-Verwerfung am östlichen Rand der Oquirrh Mountains.
Vor etwa 75.000 bis 8.000 Jahren war ein Großteil des heutigen Nord-Utah von einem pleistozänen See namens Lake Bonneville bedeckt. Der Lake Bonneville erreichte in seiner größten Ausdehnung eine Höhe von 1.600 m über dem Meeresspiegel und hatte eine Fläche von 51.000 km². Sedimentablagerungen führten zu einem relativ flachen Seebett und zu heute sichtbaren Talböden. Als das Klima im Laufe der Zeit immer wärmer ung trockener wurde, sank der Wasserspiegel des Lake Bonneville, wobei der Große Salzsee und der Utah Lake als Überreste zurückblieben. Das größte Gefälle des Flusses liegt in den Jordan Narrows mit 5,1 Meter pro Kilometer, während der Rest des Flusses eine sanftere Neigung von 0,4 bis 0,8 m pro km aufweist.
Etwa 960 km² (46 Prozent der Landfläche) des Jordan Subbasins befinden sich in den Wasatch, Oquirrh und Traverse Mountains. Der United States Forest Service verwaltet 370 km² Land in der Wasatch Range. Der Großteil der Oquirrh Range befindet sich in Privatbesitz, mit der Kennecott Copper Mine, die den größten Teil des Landes besitzt. Der Bundesstaat Utah hat im gesamten Teilbecken verstreute Landbesitze von 40 km² und besitzt alle schiffbaren Flussbetten und Seen.
Das Subbasin hat zwei unterschiedliche Klimazonen. Die unteren Lagen sind gekennzeichnet durch ein kaltes, semiarides Klima mit vier verschiedenen Jahreszeiten. Sowohl Sommer als auch Winter sind lang mit heißen, trockenen Sommern und kalten, schneereichen Wintern. Salt Lake City verzeichnet jährlich 150 cm Schnee, ein Teil der insgesamt 420 mm Niederschläge pro Jahr. Die mittlere maximale Temperatur beträgt 33 °C im Juli und 3 °C im Januar. Gebiete höherer Lagen haben zwei unterschiedliche Jahreszeiten, Sommer und Winter. Eines der am höchsten gelegenen Gebiete um Alta erhält jährlich 1.380 cm Schnee als Teil der insgesamt 1.300 mm Niederschlag pro Jahr. Die mittlere maximale Temperatur beträgt 22 °C im Juli und −2 °C im Januar.

## Geschichte
Die ersten bekannten Bewohner am Ufer des Jordans waren Mitglieder der archaischen Wüstenkultur, einer Gruppe von nomadischen Jägern und Sammlern. Eine 3.000 Jahre alte archäologische Stätte, das sogenannte Soo'nkahni Village, wurde am Fluss freigelegt. Die nachfolgenden dokumentierten Bewohner waren zwischen 400 n. Chr. und etwa 1350 n. Chr. die Fremont, bestehend aus mehreren verstreuten Gruppen von Jägern und Bauern, die im heutigen Süden Idahos, im Osten Nevadas und in einem Großteil Utahs lebten. Das Verschwinden der Fremont wurde sowohl auf die sich ändernden klimatischen Bedingungen, die den günstigen Bedingungen für Landwirtschaft ein Ende setzten, als auch auf die Ankunft der Vorfahren in der heutigen Ute, Paiute und Nordwestlichen Shoshone zurückgeführt. Obwohl es keine dauerhaften indianischen Siedlungen gab, als europäische Siedler im Salt Lake Valley ankamen, grenzte das Gebiet an Land, das von mehreren Stämmen wie z. B. den Timpanogot der Ute im Utah Valley bewohnt wurde, den Gosiute auf der westlichen Seite der Oquirrh Mountain Range und den nordwestlichen Shoshone nördlich des Salt Lake Valley.
1776 versuchte der franziskanische Missionar Silvestre Vélez de Escalante, einen Landweg von Santa Fe in New Mexico nach Monterey in Kalifornien zu finden. Zu seiner Gruppe gehörten zwölf spanische Kolonisten und zwei Ute von der Utah Valley Timpanogots band, die als Führer dienten. Am 23. September 1776 erreichte die Gruppe das Utah Valley bei der heutigen Stadt Spanish Fork. Die lokalen Dorfbewohner der Timanogots empfingen sie und berichteten ihnen von dem See im Norden. In seinem Tagebuch beschrieb Escalante den Utah Lake als „See, der sechs Leugen breit und fünfzehn Leugen lang sein muss, [und] sich bis in eines dieser Täler erstreckt. Er verläuft nordwestlich durch einen schmalen Durchgang, und nach dem, was sie uns gesagt haben, steht er mit anderen viel größeren in Verbindung.“ Der Große Salzsee wurde als der „andere See beschrieben, mit dem dieser in Verbindung steht, [und der,] wie sie uns gesagt haben, viele Leugen bedeckt, und sein Wasser ist schädlich und extrem salzig“.
Die nächste Gruppe von Europäern, die den Jordan River sah, war eine Gruppe um Etienne Provost, einem französisch-kanadischen Trapper. Im Oktober 1824 wurde Provosts Gruppe in ein Lager der Shoshone am Jordan gelockt, wo sie als Vergeltung für die Ermordung eines örtlichen Häuptlings angegriffen worden sein sollen. Der Mord soll aber von einem Mitglied der Gruppierung von Peter Skene Ogden begangen worden sein. Die Männer wurden überrascht und fünfzehn starben, aber Provost und zwei andere entkamen. Der Fluss wurde ursprünglich Proveau’s Fork genannt, da der in Quebec geborene Pelzjäger neben Provost auch als Proveau und Provot bekannt war.
Am 22. Juli 1847 kam die erste Gruppe mormonischer Pioniere im Salt Lake Valley an und fünf Tage später überquerte eine weitere Gruppe unter der Leitung von Brigham Young den Jordan River und badete im Großen Salzsee. Der Jordan im Nahen Osten entwässert den See Genezareth in das Tote Meer, was den Siedlern bemerkenswert ähnlich vorkam, da der noch nicht benannte Fluss den Utah Lake in den ebenfalls salzhaltigen Großen Salzsee entwässert. Diese Ähnlichkeit beeinflusste den späteren Namen des Flusses, am 22. August 1847 fand eine Konferenz statt, auf der der Name Western Jordan River festgelegt wurde, obwohl er später zu Jordan River verkürzt wurde. Bis 1850 wurden Siedlungen entlang des Jordan River, Big Cottonwood Creek, Little Cottonwood Creek, Mill Creek, Parleys Creek und Emigration Creek errichtet. 1850 reiste Captain Howard Stansbury vom United States Army Corps of Topographical Engineers über die gesamte Länge des Jordan River, vermaß ihn und machte Beobachtungen der Tierwelt.
Um das Jahr 1887 herum wurden am Bingham Canyon in den Oquirrh Mountains niedriggradige Kupferlagerstätten entdeckt und Claims eingereicht. Der Bingham Canyon ist eine Porphyrische Kupferlagerstätte, in der Magma mit Kupfer, Molybdän, Gold und anderen Mineralien langsam an die Oberfläche gelangte und zu Gestein abkühlte. Bis 1890 begann der Kupferbergbau unter Tage und 1907 begann die Kennecott Copper Mine mit dem Tagebau. Anfang des 20. Jahrhunderts wurden in der Nähe des Jordan in Midvale und West Jordan Mühlen zur Erzverarbeitung errichtet. Im Jahr 2010 war der Tagebau der Kennecott Copper Mine 4,5 km breit und 1,3 km tief.
Im Laufe des 19. Jahrhunderts und bis in die 1940er Jahre unterstützte das Wasser aus dem Einzugsgebiet des Jordans die Agrarwirtschaft des Salt Lake Valley. 1950 verfügte das Salt Lake County über 1.980 km², die der Landwirtschaft zur Verfügung standen. Bis 1992 hatte die rasante Urbanisierung des Salt Lake Valley jedoch die landwirtschaftlich genutzte Fläche auf 44.000 Hektar reduziert, die bis 2002 auf 33.292 ha weiter zurückgegangen war.

### Menschliche Beeinflussung
Änderungen innerhalb des Einzugsgebiets des Jordan River begannen zwei Tage nach der Ankunft der mormonischen Pioniere im Salt Lake Valley, als das Wasser aus dem City Creek zur Bewässerung umgeleitet wurde. Der erste Damm und Wassergraben entlang des Jordan River wurde 1849 gebaut, um Land auf der Westseite des Flusses nahe dem heutigen Taylorsville zu bewässern. Weitere Gräben umfassen einen von Archibald Gardner, einem der Gründer West Jordans im Jahr 1850, in die Wege geleiteten, der Wasser für seine Mühle liefern sollte sowie einen von Alexander Beckstead, einem Gründer South Jordans, der 1859 den Beckstead-Graben erbaute, um Wasser für das Farmland bereitzustellen. In den ersten 25 Jahren wurden noch viele weitere kleine Dämme und Gräben gebaut, von denen einige im Jahr 2010 noch genutzt wurden. Alle diese Gräben bewässerten nur kleine Mengen Land in den Überschwemmungsebenen des Flusses; der größte, der Beckstead-Graben, bewässerte 230 Hektar.

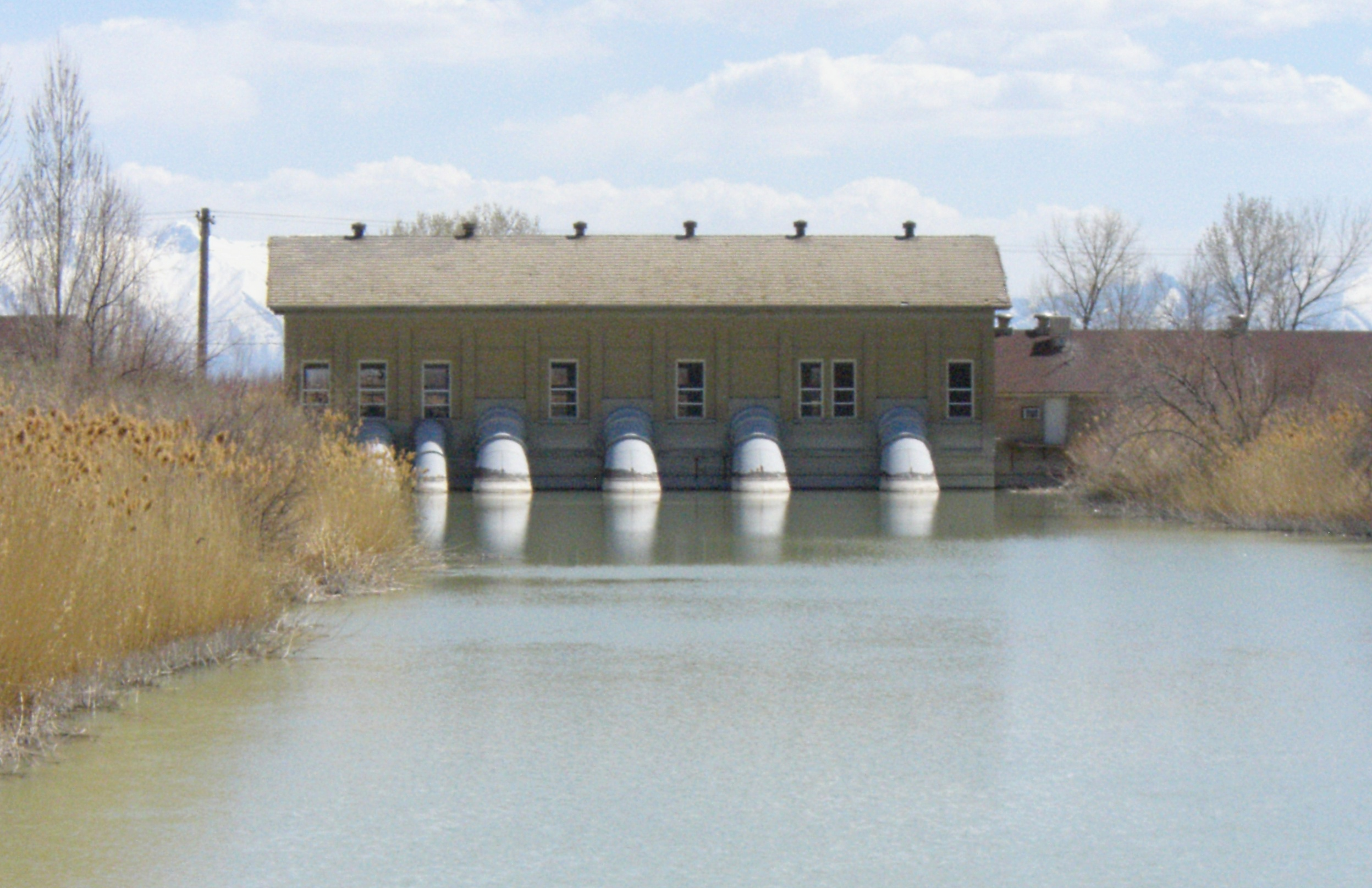
Pumpstation am Utah Lake

Ende der 1860er Jahre wurde deutlich, dass neue, größere Kanäle gebaut werden mussten, wenn mehr Anbauflächen genutzt werden sollten. Der erste Damm in den Jordan Narrows wurde 1872 gebaut und 1880 errichtet, was zu Aufruhr bei den Bewohnern in der Nähe des Utah Lake führte, die glaubten, dass der Damm für die Erhöhung des Seespiegels verantwortlich sei. Nach mehrjährigem Streit wurde eine Kommission eingesetzt, um einen akzeptablen Kompromiss für die Erhöhung des Utah Lake zu finden. In der Entscheidung der Kommission von 1885 hieß es, wenn der Seespiegel über das festgelegte Niveau des Kompromisses ansteigen sollte, dürfe der Fluss weder durch Dämme noch durch Fluttore behindert werden. Darüber hinaus erklärte die Kommission, dass, nachdem Wasserpumpen an der Quelle des Flusses installiert wurden, die Pumpen alle funktionieren sollten, wenn der See über das Kompromissniveau ansteigen sollte. Wenn der Seespiegel jedoch unter dieses Niveau gesunken ist, könnten die Pumpen abgeschaltet werden, so dass das Wasser für die Speicherung im Utah Lake gehalten werden kann.

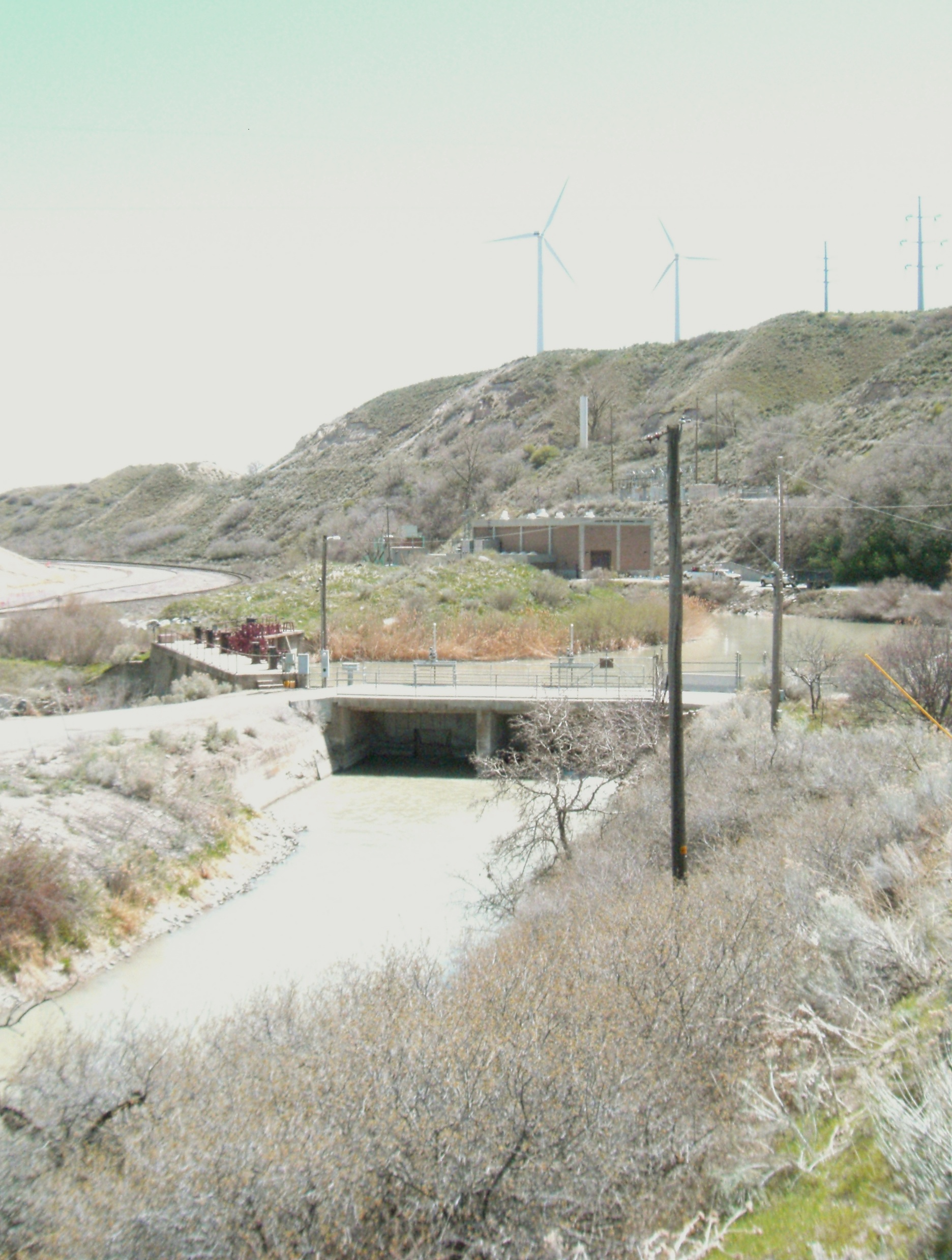
Damm und Pumpstation in den Jordan Narrows, die Wasser in verschiedene Kanäle umleiten

Im Jahr 1875 wurde der erste große Kanal, der South Jordan Canal, fertiggestellt und transportierte zum ersten Mal Wasser in das Gebiet oberhalb der Steilhänge des Jordan. Insgesamt fünf große Kanäle, die von den Talsperren in den Jordan Narrows ausgingen, wurden bis 1883 fertig gestellt. Ein zweiter Damm wurde 1890 einige Meilen (etwa 5 km) stromabwärts vom ersten Damm gebaut, um den Abfluss zweier Kanäle besser zu regulieren. Beide Dämme wurden in den Folgejahren erneuert und dienen als Umlenkpunkte für Kanäle, anstatt Wasser durch Schleusentore zu stauen. Die Dürre von 1901 bis 1902 führte dazu, dass der Jordan zeitweise austrocknete und als Reaktion auf die Dürre wurde eine Pumpstation am Ablauf des Utah Lakes installiert. Es war damals das größte Pumpwerk der Vereinigten Staaten und enthielt sieben Pumpen mit einer Gesamtkapazität von 20 m³ pro Sekunde. Zweimal, während der Dürren von 1934 und 1992, sank der Pegel des Utah Lake so tief, dass die Pumpen wirkungslos wurden und der Fluss tatsächlich trocken lief. In den 1950er Jahren wurden aufgrund von Hochwasserschutzmaßnahmen zur Erhöhung der Fließgeschwindigkeit große Teile des Flusses im Salt Lake County begradigt. Im Zuge dessen wurden Mäander und Kurven im Fluss abgeschnitten und die Kanalneigung erhöht. Der Fluss wurde ebenfalls auf die gegenüberliegenden Seiten der Flussniederung in Midvale und Murray verschoben.
Hochwasser in den Jahren 1983 und 1984 führten dazu, dass der Utah Lake über seine Ufer trat und Häuser und Ackerland in Provo, Lehi und dem heutigen Saratoga Springs überflutete. Um die Interstate 15 in Provo mussten Deiche gebaut werden, um zu verhindern, dass der Utah Lake die Autobahn überflutete. Der Big Cottonwood, Parleys, Emigration und City Creek flossen durch von Sandsäcken gesäumte Straßen. Am Großen Salzsee wurden zusätzliche Deiche zum Schutz der Eisenbahnlinien und der Interstate 80 gebaut. Infolge der Überschwemmungen wurde der Pegel aus dem Kompromiss für den Utah Lake auf 1.368 m geändert.

## Ökologie

### Wirbellose und Fische

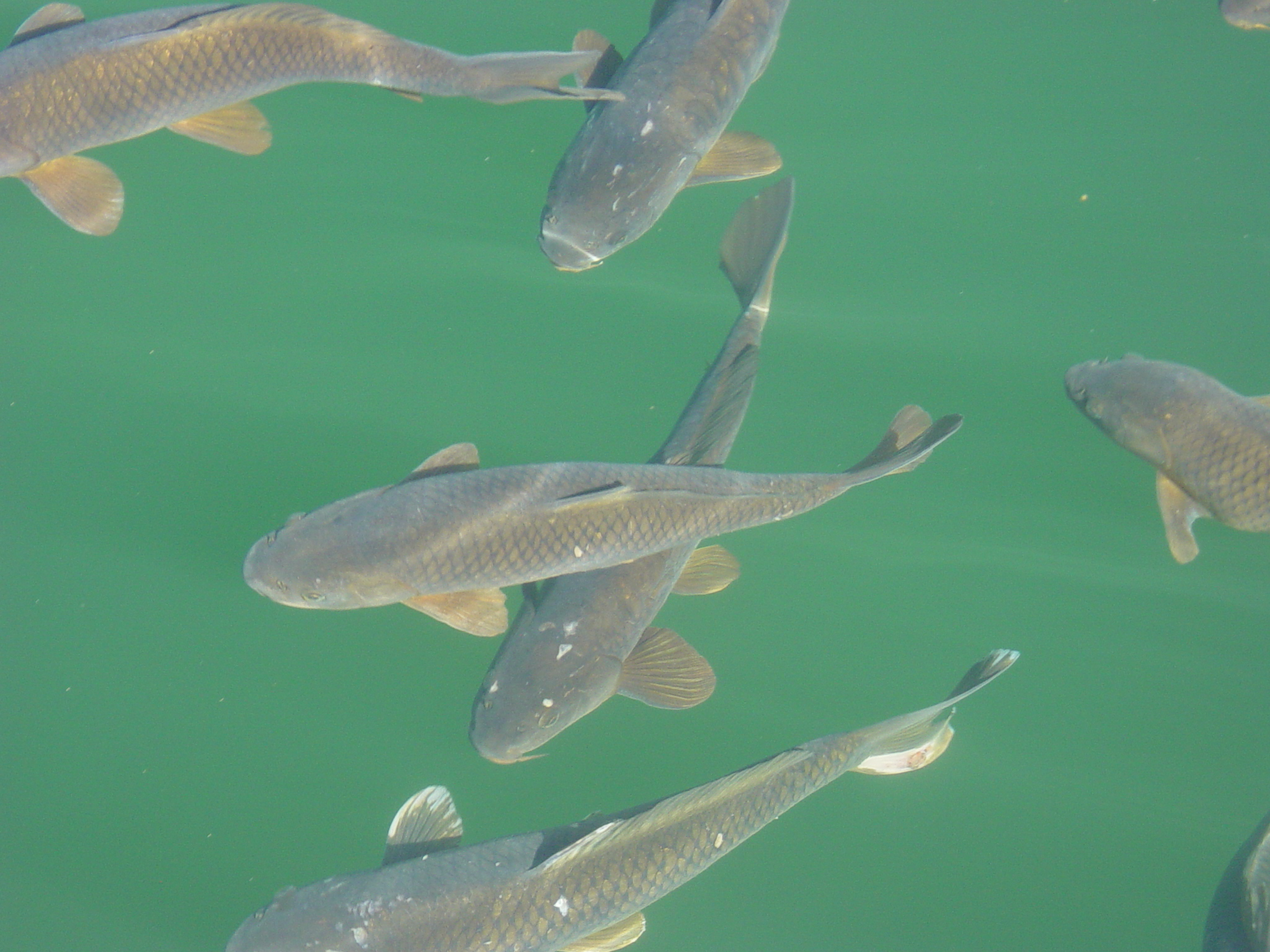
Gewöhnliche Karpfen (hier im Lake Powell)

Im Jordan River spielen wirbellose Tiere eine wichtige Rolle als Nahrungsquelle für Fische und andere Wasserlebewesen und sind ein Parameter, der Auskunft über Wasserqualität und den Zustand des Flusses geben kann. Es gibt 34 verschiedene Gruppen von Wirbellosen im Jordan, am häufigsten aus der Klasse Oligochaeta sowie Moskitolarven und Köcherfliegen-Larven. Der Bundesstaat Utah führt eine Liste der gefährdeten Arten, die "diejenigen Arten enthält, für die es verlässliche wissenschaftliche Beweise gibt, um eine Bedrohung für die weitere Lebensfähigkeit der Population zu belegen". Die Schneckenart Oreohelix haydeni und die westliche Perlmuschel, beide beheimatet im Einzugsgebiet des Jordans, sind auf dieser Liste zu finden. Eine Studie von 2007 über wirbellose Tiere und ihre Reaktion auf Verschmutzungen ergab, dass der Jordan River durch organische Verschmutzung erheblich belastet war und dass er einen geringeren Gehalt an gelöstem Sauerstoff enthielt.
Historisch gesehen war der Jordan River ein Kaltwasser-Fischgrund, der 13 einheimische Arten enthielt, darunter die Bonneville-Cutthroat-Forelle, die Utah-Groppe, der Saugkarpfen Chasmistes liorus, die Groppenart Cottus bairdii, Gila atraria und der Saugkarpfen Catostomus ardens. Heute ist der Jordan River ein Warmwasser-Fischgrund mit dem Catostomus ardens und dem gefährdeten Chasmistes liorus, die nur im Utah Lake vorkommen. Gila atraria ist jedoch immer noch im Jordan zu finden. Die heute am häufigsten anzutreffende Fischart ist der Karpfen, der als Nahrungsquelle im Jordan River und im Utah Lake ausgesetzt wurde, nachdem die Überfischung die Bestände der einheimischen Arten dezimiert hatte. Die Utah Division of Wildlife Resources befüllt den Fluss regelmäßig mit Welsen und Regenbogenforellen.

### Übrige Tierwelt
Bevor das Gebiet urbanisiert war, waren Säugetiere wie Dickhornschafe, Maultierhirsche, Kojoten, Wölfe, Biber, Bisamratten und Hasen entlang des Flusses zu finden. Eine „Schädlingsjagd“ wurde von John D. Lee nach der Ankunft der mormonischen Siedler um 1848 organisiert. Die abschließende Zählung der Jagd umfasste „zwei Bären, zwei Vielfraße, zwei Wildkatzen, 783 Wölfe, 409 Füchse, 31 Nerze, neun Adler, 530 Elstern, Falken und Eulen und 1026 Raben“. Keines der ursprünglichen größeren Säugetiere ist heute am Jordan zu finden; sie wurden größtenteils durch Waschbären, Rotfüchse und domestizierte Tiere ersetzt. Zu den Tieren aus der Umgebung des Jordan River, die auf der Liste der gefährdeten Arten des Bundesstaats Utah zu finden sind, gehören die glatte Grasnatter, die westliche Kröte, der Kitfuchs, die Gefleckte Fledermaus und das Townsend-Langohr.
Zusammen mit dem Utah Lake und dem Großen Salzsee bietet der Fluss eines der reichsten Vogelvorkommen der Region. Über 200 Vogelarten nutzen ihn als Brutplatz oder als Zwischenstopp auf ihren Zugrouten.  Einst verbreitete einheimische Arten wie der Weidenschnäppertyrann, die Katzendrossel, der Sängervireo, der Schnäpperwaldsänger, die Trauerseeschwalbe und der Gelbschnabelkuckuck sind am Fluss nicht mehr zu finden. Das Weiden-Gelbkehlchen und der Gelbbrustwaldsänger kommen immer noch in kleinen isolierten Populationen vor. Die häufigsten Arten, die heute anzutreffen sind, sind die Hudsonelster, die Carolinataube, der Westliche Lernchenstärling, die Rauchschwalbe und der hier nicht einheimische Fasan und der Star.

### Pflanzenwelt

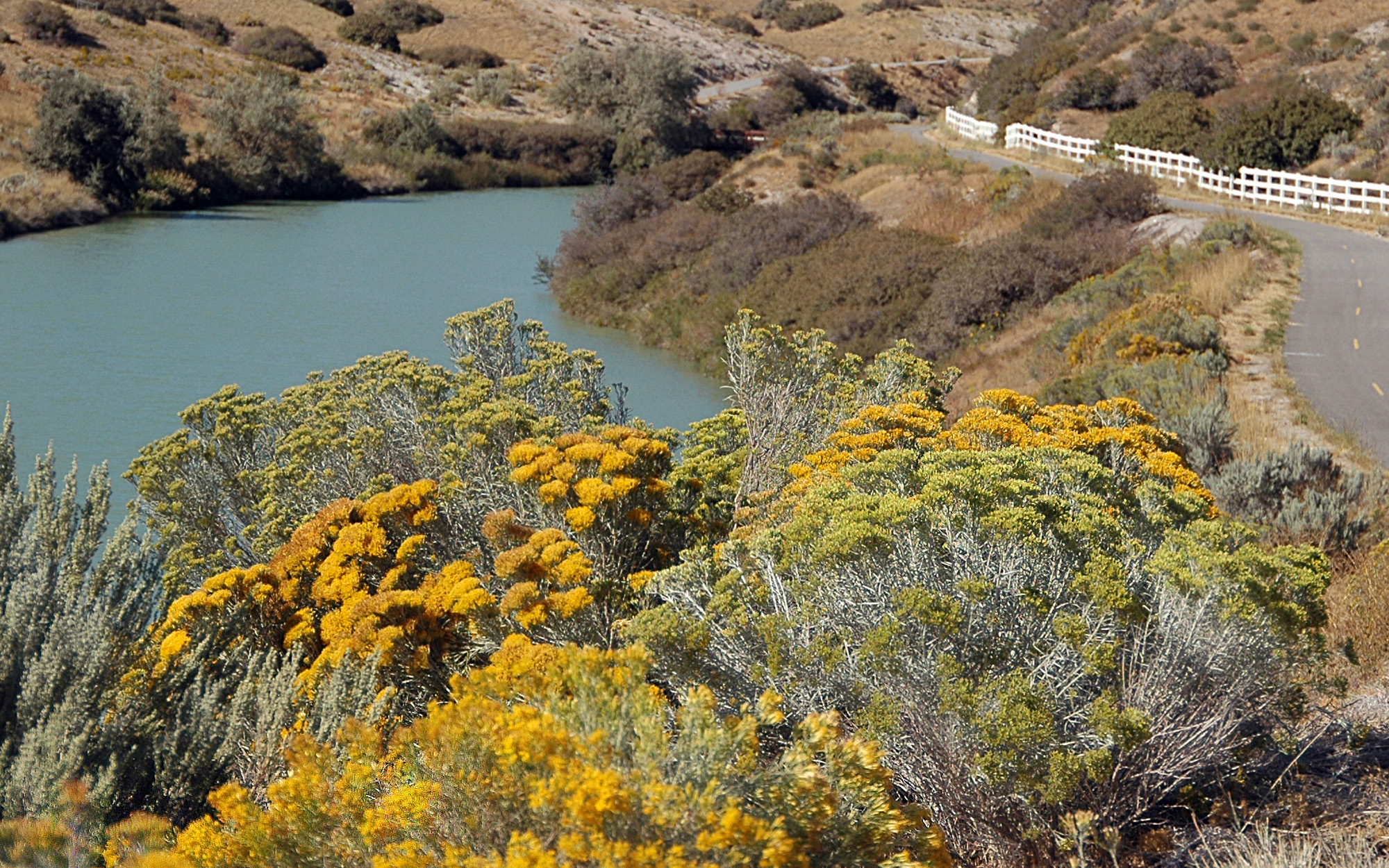
„Rubber rabbitbrush“ am Jordan River Parkway

Die Vegetation im Einzugsgebiet ist eng mit den Höhen- und Niederschlagswerten verbunden. Etwa 30 Prozent des Beckens, meist in höheren Lagen, sind mit Eichen, Espen und Nadelbäumen durchzogen. In den unteren Ebenen sind 27 Prozent des Beckens reich an Bergsträuchern, Sagebrush genannten Sträuchern aus der Gattung Artemisia, Wacholder und Gräsern. Etwa 34 Prozent des Flussbeckens sind als städtisch eingestuft.
Die Schmalblättrige Ölweide und Tamarisken dominieren heute die Flussniederungen des Jordan, wo einst Weiden und Pappeln vorzufinden waren. Pflanzenarten wie die Mähnen-Gerste, Salzgras, der sogenannte Rabbitbrush, Rohrkolben und anderes Schilf sind noch immer in kleinen Ansammlungen entlang des Flusses zu finden. Exotische Weidegräser wie Knäuelgräser, Rispengräser, das Riesen-Straußgras, die Kriech-Quecke, Weizen und Schwingel sind zu den häufigsten Arten von Gras geworden. Die gefährdete Orchidee Spiranthes diluvialis befindet sich ebenfalls am Fluss.

## Verschmutzung
Der Jordan River war seit der Besiedlung des Salt Lake Valley durch Abfälle beeinflusst. 100 Jahre lang wurde ungeklärtes Abwasser in den Fluss eingeleitet, es kam zu landwirtschaftlichen und tierischen Abwässern, durch den Bergbau wurden 40 Schmelzöfen gebaut, die den Fluss mit Schwermetallen, meist Arsen und Blei, verunreinigten. 1962 wies der Fluss in Midvale einen Spiegel von etwa 3 Millionen coliformen Bakterien pro 100 Milliliter auf, obwohl die Gesamtzahl an coliformen Bakterien in Wasserproben 5.000 pro 100 Milliliter nach den Richtlinien des Staates Utah nicht überschreiten sollten. 1965 ging in Salt Lake City eine neue Kläranlage in Betrieb, wodurch verhindert werden konnte, dass 120.000 m³ ungeklärtes Abwasser pro Tag in einen Kanal eingeleitet wurde.
Die Utah Division of Water Quality und die Utah Division of Drinking Water sind für die Kontrolle und das Management der Wasserqualität im Staat Utah verantwortlich. Wasserläufe, die die üblichen Schadstoffwerte überschreiten, werden gemäß dem Clean Water Act in die 303d-Liste aufgenommen. Das Gesetz verlangt auch, dass die Staaten alle zwei Jahre gefährdete Gewässer identifizieren und eine maximale tägliche Gesamtmenge für Schadstoffe entwickeln, mit der es nicht zu Beeinträchtigungen in den verschiedenen Gewässern führen kann. Der Jordan River und der Little Cottonwood Creek wurden in die Version der 303d-Liste von 2006 aufgenommen. Parameter, die das Normniveau für mindestens einen Teil des Jordan River überschritten haben, sind Temperatur, gelöster Sauerstoff, insgesamt gelöste Feststoffe, Kolibakterien und Salzgehalt.

### Superfund Sitesder Umweltbehörde
Die sogenannten Superfund sites werden als am stärksten mit giftigen und gefährlichen Abfällen verschmutzte Gebiete eingestuft. Die Bundesbehörde Environmental Protection Agency legt fest, ob ein bestimmter Standort gefährlich ist, bereitet gegebenenfalls Maßnahmen zur Verringerung der Gefährdung vor und ermittelt die für die Verschmutzung verantwortlichen Akteure. Wenn eine Örtlichkeit in dem Superfund-Programm aufgelistet ist, steht Geld des Bundes für die Reinigung zur Verfügung.
Am Fuß der Oquirrh Mountains, am Bingham Creek und Butterfield Creek sind etwa 190 km² (9 Prozent des Einzugsgebiets) unter anderem durch Blei, Arsen und Sulfate durch den Betrieb der Kennecott Copper Mine in Copperton verunreinigt. Die größte Umkehrosmoseanlage der Vereinigten Staaten wurde 2006 zur Grundwassersanierung errichtet, der Bau für eine zweite Anlage ist geplant; der Abschluss der Grundwasserreinigung ist jedoch erst für 2040 geplant. 1998 wurde der Standort aufgrund von Kennecotts Fortschritten bei der Sanierung und einer Zustimmungsverordnung, die Kennecott gesetzlich verpflichtet, den Rest der Sanierung fortzusetzen, aus der Superfund-Liste gestrichen.

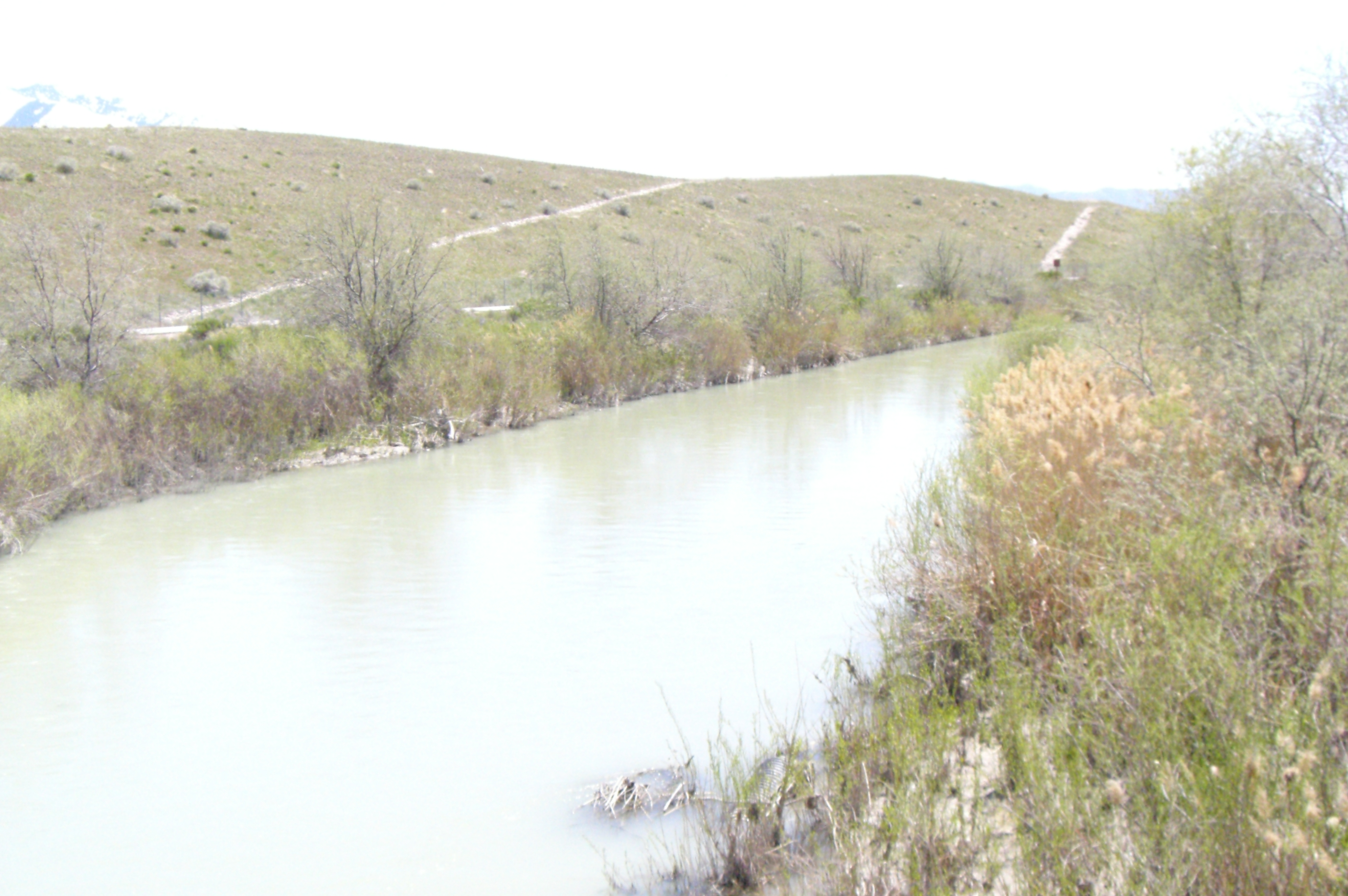
In der Nähe der Sharon Steel Superfund site.

Der Schmelzbetrieb in Murray war Standort einer großen Bleischmelze, die von 1872 bis 1949 in Betrieb war. Das 57 Hektar große Gelände beinhaltete Grundwasserkontaminationen durch Arsen und Blei, ein Großteil der Säuberungsmaßnahmen wurde aber schon 2001 abgeschlossen.
In Midvale gibt es zwei Superfund-Gebiete, die entlang 4 Prozent des Jordan River liegen. Das Midvale Schlackengebiet ist ein 180 Hektar großes Gelände, das an 2100 Meter des Jordan River angrenzt. Von 1871 bis 1958 befanden sich dort fünf separate Schmelzwerke, die Erze aus der Kennecott-Mine und anderen Minen verarbeiteten. Der Ort war mit Blei, Arsen, Chrom und Cadmium verunreinigt. Die Reinigung der Anlage ist abgeschlossen. Sharon Steel war ein 190 ha großes Werk, angrenzend an 1400 m des Jordan River, das von 1902 bis 1971 zum Schmelzen von Kupfer aus der Kennecott Copper Mine genutzt wurde. Der Standort war mit Blei, Arsen, Eisen, Mangan und Zink verunreinigt. Die Säuberung ist abgeschlossen und der Ort wurde 2004 von der Superfund-Liste gestrichen.

### Uranrückstände
Die Vitro Uranium Mill war eine 52 Hektar große Anlage in South Salt Lake, umgeben vom Jordan River, dem Mill Creek, einem kleinen Feuchtgebiet und durchzogen vom South Vitro Ditch. Der Standort, der von 1953 bis 1964 in Betrieb war, enthielt eine Uranmühle und eine Lagerungsstätte für Uran. 1989 wurde die Oberflächenkontaminations-Sanierung mit Tailings, radioaktiv kontaminiertem Bodenmaterial und aus dem Gelände entferntem Schutt abgeschlossen. 2.600.000 m³ kontaminiertes Grundwasser verblieben jedoch noch (Stand 2010), sodass Studien durchgeführt wurden, um festzustellen, welche Maßnahmen ergriffen werden sollten.

## Jordan River Parkway

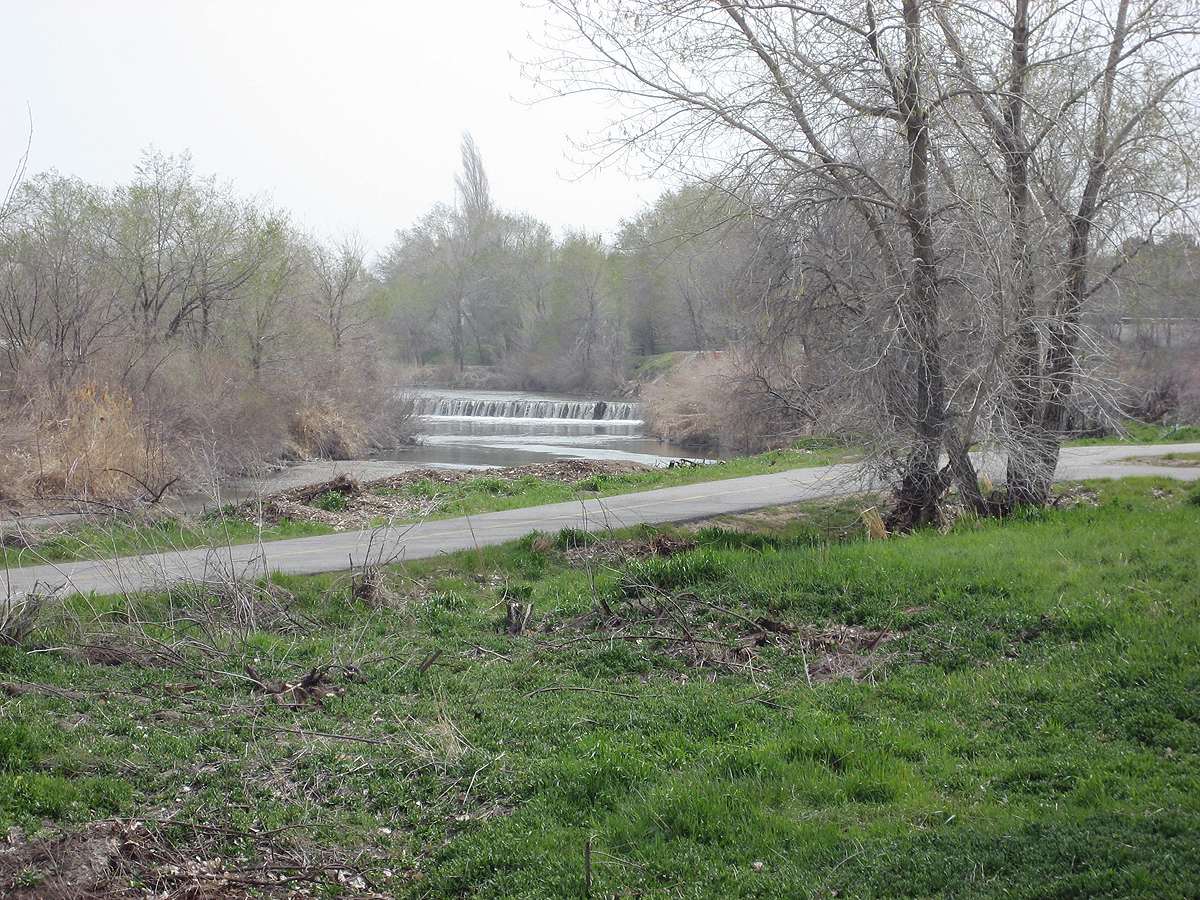
Grünflächen am Jordan River in Murray

Der Jordan River Parkway wurde ursprünglich 1971 als Hochwasserschutzmaßnahme mit zwei Stauseen, Wiederherstellung von Feuchtgebieten, Uferstraßen für Autos, Wanderwegen und Parks konzipiert. Bis 1986 wurden 18 Millionen Dollar für den Kauf von Grundstücken rund um den Jordan River und den Bau des Murray Golf Course, mehrerer kleinerer Parks und etwa 6,4 Kilometer Kanurouten und -wegen verwendet. Bis zum Jahr 2010 war der Großteil des 64 Kilometer langen, durchgehenden Wegen mit verschiedenen Nutzungsmöglichkeiten vom Utah Lake bis zur Grenze zum Davis County fertiggestellt. Ein Wasserweg für Kanu- und Kajakfahren wurde (Stand 2010) ebenfalls gebaut, aber Dämme, Brücken, Wehre und andere Hindernisse behindern die Nutzung des Flusses.
Zu den Parks am Fluss gehören die International Peace Gardens, 3,4 Hektar Gärten, wobei jeder Garten ein anderes Land repräsentiert, die Redwood Nature Area mit etwa 20 Hektar Naturflächen, der Riverfront Park in South Jordan mit 24 Hektar Pfaden, Angelteichen und Naturgebieten, Thanksgiving Point, einschließlich 15 Themengärten auf 24 Hektar sowie einem 81 Hektar großen 18-Loch-Golfplatz sowie den Willow Park im Utah County mit 20 Hektar Camping- und Wildnisflächen.